# Sudice (Vysočina)
Sudice é uma comuna checa localizada na região de Vysočina, distrito de Třebíč.